# Avangardă (artă)

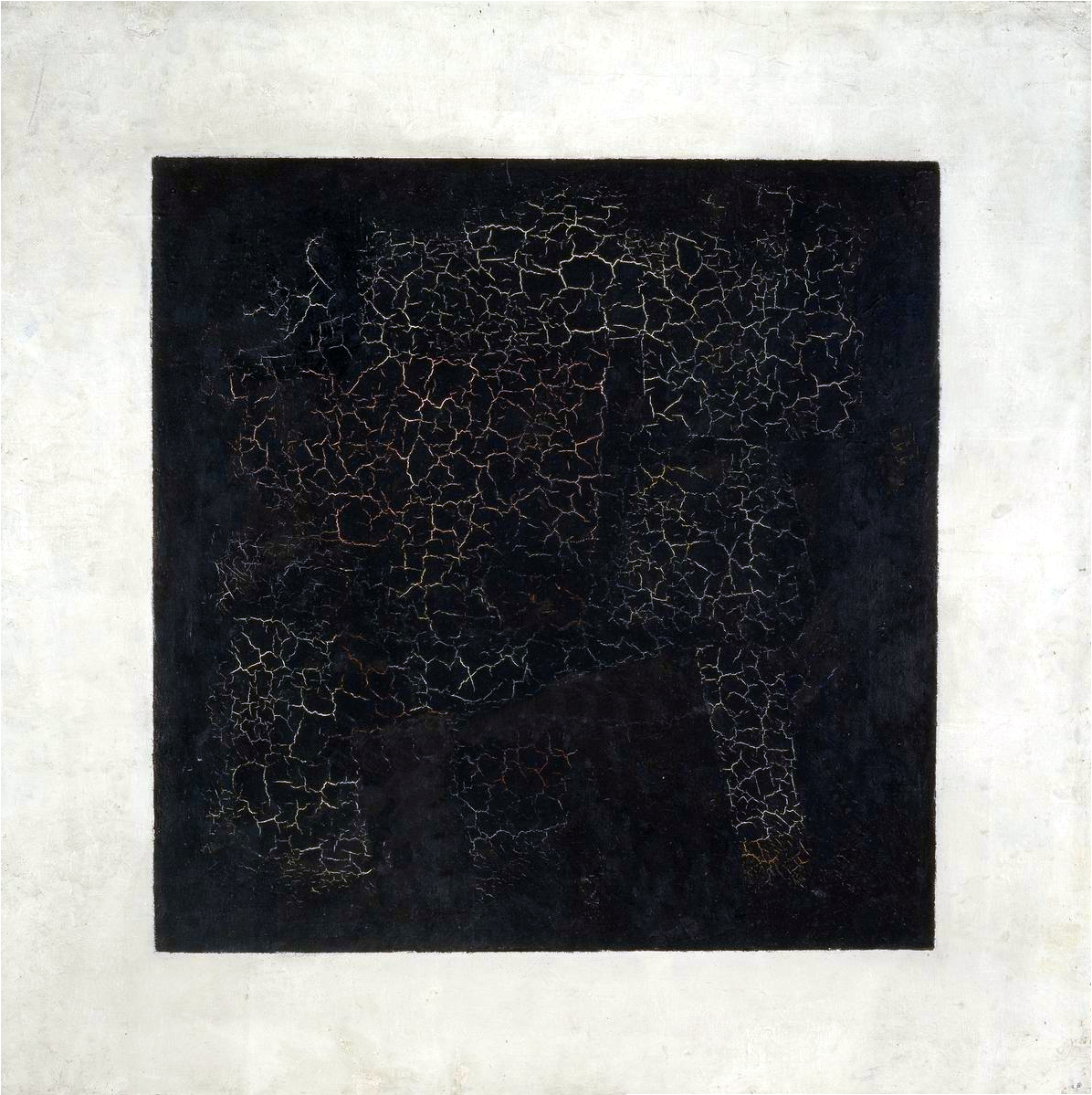
Simbol al avangardei mondiale — «Pătrat negru» (1915) Kazimir Malevici

Avangarda sau avangardismul (conform termenului din franceză, avant-garde) reprezintă tendințele de maximă actualitate aplicate în artă la un moment considerat. Fără menționarea unor indicații temporale, se subînțeleg de regulă două variante: fie pionieratele artistice ale momentului în care se discută, fie experimentele abundente desfășurate de-a lungul perioadei interbelice.
Avangarda este o mișcare literară, artistică etc. care joacă rolul de precursor (prin noutățile aduse).

## Terminologie
Termenul își are originea în jargonul militar din limba franceză, desemnând detașamentul care explorează terenul necunoscut pentru a pregăti înaintarea grosului trupei. Antonimul termenului avangardă, folosit de asemenea în terminologia militară, este ariergardă.

## Trăsături
Avangardismul este caracterizat prin spiritul de frondă, prin negarea violentă a formelor de artă consacrate, căutând proclamarea noului. Artiștii avangardei dau dovada unui activism susținut și se concentrează asupra creației ca proces, neinteresându-se de rezultatul ei (opera). Acțiune de șoc, avangarda are funcție regeneratoare și deschizătoare de drum în arte.
Avangardismul este mișcarea intelectuală apărută la începutul sec. XX, caracterizată porin căutarea unor soluții radicale și prin ruperea de trecut și de tradiție
Avangarda acționează energic în momentele de criză politică sau socială, asociindu-se adeseori cu manifestări extremiste. Avangarda corespunzătoare crizei înfăptuiește gesturi anarhice și revolte spectaculoase.

## Avangarda interbelică
Dintre reprezentanții cei mai cunoscuți ai avangardei din literatura universală au fost Tristan Tzara, Hans Arp, Marinetti, André Breton.
Mai mulți scriitori au încercat să stabilească parametrii activității avangardiste.

## Teorii
Mai mulți scriitori au încercat să stabilească parametrii activității avangardiste. Renato Poggioli, eseistul italian, oferă una dintre cele mai vechi analize ale avangardismului ca fenomen cultural în cartea sa "Teoria dell'arte d'avanguardia" (Teoria artei de avangardă) din 1962. Studiind aspectele istorice, sociale, psihologice și filozofice ale avangardismului, Poggioli ajunge dincolo de exemple individuale de artă, poezie și muzică, pentru a arăta că avangardistii pot împărtăși anumite idealuri sau valori care se manifestă în stilurile de viață neconformiste pe care le adoptă: El vede cultura avangardă ca o varietate sau subcategorie a boemiei. Alți autori au încercat să clarifice și să extindă studiul lui Poggioli. Teoria avangardei a criticului literar german Petru Bürger (1974) se referă la îmbrățișarea Establishment-ului, operelor de artă critice din punct de vedere social și sugerează că, în complicitate cu capitalismul, "arta ca instituție neutralizează conținutul politic al operei individuale".

### În România
În literatura română se poate vorbi despre un avangardism activ mai ales în anii 1922-1932, prin intermediul revistelor Contemporanul, Urmuz, unu, Alge. Un precursor al avangardei literare poate fi socotit Urmuz, care anunță absurdul suprarealist prin prozele sale.
Printre reprezentanții din literatura română se pot menționa Ion Vinea, Tristan Tzara, Ilarie Voronca, Stephan Roll, Sașa Pană, Geo Bogza, Gellu Naum, Gherasim Luca.